# (20500) Avner
(20500) Avner est un astéroïde de la ceinture principale.

## Description
(20500) Avner est un astéroïde de la ceinture principale. Il fut découvert le 4 septembre 1999 à la station Catalina par le programme CSS. Il présente une orbite caractérisée par un demi-grand axe de 2,31 UA, une excentricité de 0,14 et une inclinaison de 5,3° par rapport à l'écliptique.